# Chiesa di San Lorenzo Martire (Trieste)
La chiesa di San Lorenzo è la parrocchiale di Servola, frazione di Trieste, in provincia e diocesi di Trieste; fa parte del decanato di San Giacomo.

## Storia
La prima citazione di una chiesa a Servola risalgono al 1338 e si sa che questa era sottoposta al capitolo della cattedrale di Trieste. Detto edificio venne riedificato nel 1665 e consacrato il 30 settembre 1674 dal vescovo di Trieste Giacomo Gorizzutti. Servola divenne cappellania nel 1773. Nella prima metà del XIX secolo, visto l'aumento della popolazione, si decise di costruire una chiesa più grande; per il progetto venne incaricato l'architetto Giuseppe Sforzi. I lavori di costruzione iniziarono nel 1838 e terminarono l'anno successivo. La nuova chiesa fu consacrata nel 1850 e, nel 1851, divenne parrocchiale. Nel 1889 un incendio danneggiò gravemente la chiesa, che fu prontamente restaurata e che venne riconsacrata il 10 agosto 1891.